# Luke Humphries
Luke Humphries (Newbury, 1995. február 11. –) világbajnok angol dartsjátékos. 2011-től a Professional Darts Corporation tagja. 2019-ben megnyerte a PDC ifjúsági világbajnokságát. Beceneve "Cool Hand Luke".

## Pályafutása

### PDC
Humphries karrierje 2017-ben kezdett beindulni igazán, amikor 5 tornát megnyert a Development Tour sorozatban, amelynek ranglistáján az első helyen végzett a szezon végén. Emellett még a Challenge Tour-ban is elkönyvelhetett egy győzelmet. Első vb-jén 2018-ban vehetett részt, melynek selejtező körében 2–0-ás vereséget szenvedett végül a kanadai Jeff Smithtől. 2018-ban újabb három tornagyőzelmet sikerült szereznie a Development Tour-ban, és a Pro Tour ranglistáról végül kvalifikálni tudta magát a 2019-es PDC-világbajnokságra.
A 2019-es világbajnokság első körében honfitársával Adam Hunttal csapott össze, akit 3–0-ra sikerült legyőznie. A második fordulóban a 18. helyen kiemelt korábbi BDO világbajnok Stephen Buntinggal mérkőzött meg a továbbjutásért, és végül Humphries 3–1-re legyőzte tapasztaltabb ellenfelét. A következő körben a 2017-ben és 2018-ban ifjúsági világbajnoki címet szerző Dimitri Van den Bergh volt az ellenfele, akit végül 4–1-re legyőzött Humphries és bejutott a legjobb 16 közé. A negyeddöntőben Michael Smith 5–1-el ejtette ki.
2021 márciusában döntőt játszott a UK Openen, ott azonban 11–5 arányban kikapott James Wade-től.
A World Matchplayen a második körben kapott ki Krzysztof Ratajskitól, a World Grand Prix-n pedig Ryan Searletől egy nagyon szoros mérkőzésen.

## Világbajnoki szereplései

### PDC
- 2018: Selejtező kör (vereség  Jeff Smith ellen 0–2)
- 2019: Negyeddöntő (vereség  Michael Smith ellen 1–5)
- 2020: Negyeddöntő (vereség  Peter Wright ellen 3–5)
- 2021: Első kör (vereség  Paul Lim ellen 2–3)
- 2022: Negyeddöntő (vereség  Gary Anderson ellen 2–5)
- 2023: Negyedik kör (vereség  Stephen Bunting ellen 1–4)
- 2024: Győztes ( Luke Littler ellen 7–4)
- 2025: Negyedik kör (vereség  Peter Wright ellen 1–4)

## Döntői

### PDC nagytornák: 12 döntős szereplés
| Történet                          |
| PDC Világbajnokság (1–0)          |
| World Matchplay (1–0)             |
| UK Open (0–2)                     |
| Premier League (1–1)              |
| World Grand Prix (1–1)            |
| Grand Slam of Darts (1–0)         |
| Players Championship Finals (2–0) |
| World Masters (1–0)               |

| Eredmény | Sorszám | Év   | Bajnokság                   | Ellenfél a döntőben   | Pontok    |
| Döntős   | 1.      | 2021 | UK Open                     | James Wade            | 5–11 (l)  |
| Győztes  | 1.      | 2023 | World Grand Prix            | Gerwyn Price          | 5–2 (sz)  |
| Győztes  | 2.      | 2023 | Grand Slam of Darts         | Rob Cross             | 16–8 (l)  |
| Győztes  | 3.      | 2023 | Players Championship Finals | Michael van Gerwen    | 11–9 (l)  |
| Győztes  | 4.      | 2024 | PDC Világbajnokság          | Luke Littler          | 7–4 (sz)  |
| Döntős   | 2.      | 2024 | UK Open                     | Dimitri Van den Bergh | 10–11 (l) |
| Döntős   | 3.      | 2024 | Premier League Darts        | Luke Littler          | 7–11 (l)  |
| Győztes  | 5.      | 2024 | World Matchplay             | Michael van Gerwen    | 18–15 (l) |
| Döntős   | 4.      | 2024 | World Grand Prix            | Mike De Decker        | 4–6 (sz)  |
| Győztes  | 6.      | 2024 | Players Championship Finals | Luke Littler          | 11–7 (l)  |
| Győztes  | 7.      | 2025 | World Masters               | Jonny Clayton         | 6–5 (sz)  |
| Győztes  | 8.      | 2025 | Premier League Darts        | Luke Littler          | 11–8 (l)  |

### PDC World Series of Darts tornák: 2 döntős szereplés
| Történet                    |
| World Series of Darts (2–0) |

| Eredmény | Sorszám | Év   | Bajnokság                 | Ellenfél a döntőben | Pontok  |
| Győztes  | 1.      | 2024 | New Zealand Darts Masters | Damon Heta          | 8–2 (l) |
| Győztes  | 2.      | 2025 | US Darts Masters          | Nathan Aspinall     | 8–6 (l) |

### PDC csapatversenyek: 1 döntős szereplés
| Eredmény | Sorszám | Év   | Bajnokság          | Ország | Csapattárs    | Ellenfél a döntőben                                | Pontok   |
| Győztes  | 1.      | 2024 | World Cup of Darts | Anglia | Michael Smith | Ausztria (Mensur Suljović és Rowby-John Rodriguez) | 10–6 (l) |

1. 1 2 3  (l) = pontszám legekben, (sz) = pontszám szettekben.

## További tornagyőzelmei
| Players Championships - Players Championship (BAR): 2022 (x2), 2023 - Players Championship (LEI): 2023 - Players Championship (WIG): 2024 PDC Challenge Tour - Challenge Tour: 2017 PDC Development Tour - Development Tour: 2017 (x5), 2018 (x3), 2019 (x3) PDC Home Tour - Home Tour 2: 2020 | European Tour Events - Czech Darts Open: 2022, 2024 - European Darts Grand Prix: 2022 - European Darts Matchplay: 2022, 2023 - German Darts Grand Prix: 2022, 2024 World Series of Darts Events - New Zealand Darts Masters: 2024 - US Darts Masters: 2025 PDC World Youth Championship - World Youth Championship: 2019 PDC-csapatvilágbajnokság - PDC World Cup of Darts (csapat): 2024 |

## Televíziós 9 nyilasai
| Dátum            | Ellenfél  | Torna                | Kombináció                      | Forrás |
| ---------------- | --------- | -------------------- | ------------------------------- | ------ |
| 2025. március 6. | Rob Cross | Premier League Darts | 3 x T20; 3 x T20; T20, T19, D12 | [ 4 ]  |